# Edith Lewis
Edith Lewis (22 de desembre de 1882 – 11 d'agost de 1972) fou editora de McClure's Magazine, editora en cap de Every Week Magazine i redactora publicitària a J. Walter Thompson. Fou la parella de Willa Cather i en va ser nomenada marmessora en el testament d'aquesta darrera. Després de la mort de l'escriptora, Lewis en va publicar una biografia el 1953 titulada Willa Cather Living.

## Primers anys
Lewis es va graduar al Smith College el 1902. Posteriorment, es va traslladar a la seva ciutat natal, Lincoln, Nebraska, i hi ensenyar durant un any. Fou aquí on va conèixer Willa Cather, a casa de Sarah Harris, l'editora del Lincoln Courier.

## Carrera
Malgrat que històricament els investigadors de la carrera de Willa Cather n'han parlat com una simple editora o secretària, un estudi recent ha mostrat que Lewis tingué una carrera editorial i professional molt rica, que va tenir un impacte significatiu en el procés creatiu de Cather.

## Vida personal
Lewis va viure amb Willa Cather a la ciutat de Nova York durant gairebé quaranta anys. Quan va adquirir una casa d'estiueig a l'illa de Grand Manan a New Brunswick, al Canadà, l'any 1926, també la va compartir amb Cather.

## Obres
- Lewis, Edith. Willa Cather Living: A Personal Record.  Lincoln: University of Nebraska Press, 2000. ISBN 9780803279964. OCLC 44467311.